# ماونت بليزانت (يوتا)
ماونت بليزانت (بالإنجليزية: Mount Pleasant, Utah)‏ هي مدينة تقع في الولايات المتحدة في مقاطعة سانبيتي (يوتا). يقدر عدد سكانها بـ 3,278 نسمة ومساحتها 7.3 كم2 وترتفع عن سطح البحر 1,806 متر.

## التركيبة السكانية
حدّد مكتب تعداد الولايات المتحدة بيانات التركيبة السكانية لماونت بليزانت في تعداد الولايات المتحدة. في ما يلي، التركيبة السكانية حسب تعدادي 2000 و2010.

### تعداد عام 2000
بلغ عدد سكان ماونت بليزانت 2,707 نسمة بحسب تعداد عام 2000، وبلغ عدد الأسر 884 أسرة وعدد العائلات 655 عائلة مقيمة في المدينة. في حين سجلت الكثافة السكانية 356.7 نسمة لكل كيلومتر مربع (923.8/ميل2). وبلغ عدد الوحدات السكنية 975 وحدة بمتوسط كثافة قدره 128.5 لكل كيلومتر مربع (332.8/ميل2).
وتوزع التركيب العرقي للمدينة بنسبة 96.45% من البيض و0.41% من الأمريكيين الأصليين و0.48% من الأمريكيين ذوي الأصول الآسيوية و0.15% من سكان جزر المحيط الهادئ و1.18% من الأعراق الأخرى و1.33% من عرقين مختلطين أو أكثر و2.66% من الهسبانيون أو اللاتينيون من أي عرق.
بلغ عدد الأسر 884 أسرة كانت نسبة 43.8% منها لديها أطفال تحت سن الثامنة عشر تعيش معهم، وبلغت نسبة الأزواج القاطنين مع بعضهم البعض 62% من أصل المجموع الكلي للأسر، ونسبة 7.6% من الأسر كان لديها معيلات من الإناث دون وجود شريك،  بينما كانت نسبة 4.5% من الأسر لديها معيلون من الذكور دون وجود شريكة وكانت نسبة 25.9% من غير العائلات. تألفت نسبة 23.4% من أصل جميع الأسر من عدة أفراد يعيشون في نفس المنزل ونسبة 13.9% كانت تتألف من شخص يعيش بمفرده يبلغ من العمر 65 عاماً أو أكثر. وبلغ متوسط حجم الأسرة المعيشية 2.99، أما متوسط حجم العائلات فبلغ 3.56.
بلغ العمر الوسطي للسكان 29.9 عاماً. وكانت نسبة 34.5% من القاطنين تحت سن الثامنة عشر، وكانت نسبة 8.3% بين الثامنة عشر والرابعة والعشرين عاماً، ونسبة 22.6% كانت واقعةً في الفئة العمرية ما بين الخامسة والعشرين والرابعة والأربعين عاماً، ونسبة 18.4% كانت ما بين الخامسة والأربعين والرابعة والستين، ونسبة 13.6% كانت ضمن فئة الخامسة والستين عاماً فما فوق. يوجد لكل 100 أنثى 96.0 ذكر، ويوجد لكل 100 أنثى في الثامنة عشر من عمرها فما فوق 97.3 ذكر.
بلغ متوسط دخل الأسرة في المدينة 33,603 دولارًا، أما متوسط دخل العائلة فبلغ 40,300 دولارًا. وكان متوسط دخل الذكور 32,697 دولارًا مقابل 17,279 دولارًا للإناث. وسجل دخل الفرد الخاص بالمدينة 13,630 دولارًا. وكانت نسبة 7% من العائلات ونسبة 9.2% من السكان تحت خط الفقر، وكان من هؤلاء نسبة 10.2% تحت سن الثامنة عشر ونسبة 9.9% في الخامسة والستين من العمر وما فوق.

### تعداد عام 2010
بلغ عدد سكان ماونت بليزانت 3,260 نسمة بحسب تعداد عام 2010، وبلغ عدد الأسر 1,020 أسرة وعدد العائلات 791 عائلة مقيمة في المدينة. في حين سجلت الكثافة السكانية 429.5 نسمة لكل كيلومتر مربع (1,112.4/ميل2). وبلغ عدد الوحدات السكنية 1,135 وحدة بمتوسط كثافة قدره 149.5 لكل كيلومتر مربع (387.2/ميل2).
وتوزع التركيب العرقي للمدينة بنسبة 94.48% من البيض و0.28% من الأمريكيين الأفارقة و0.58% من الأمريكيين الأصليين و0.43% من الأمريكيين ذوي الأصول الآسيوية و0.15% من سكان جزر المحيط الهادئ و1.75% من الأعراق الأخرى و2.33% من عرقين مختلطين أو أكثر و5.15% من الهسبانيون أو اللاتينيون من أي عرق.
بلغ عدد الأسر 1,020 أسرة كانت نسبة 41.9% منها لديها أطفال تحت سن الثامنة عشر تعيش معهم، وبلغت نسبة الأزواج القاطنين مع بعضهم البعض 63.2% من أصل المجموع الكلي للأسر، ونسبة 10.9% من الأسر كان لديها معيلات من الإناث دون وجود شريك،  بينما كانت نسبة 3.4% من الأسر لديها معيلون من الذكور دون وجود شريكة وكانت نسبة 22.5% من غير العائلات. تألفت نسبة 21% من أصل جميع الأسر من عدة أفراد يعيشون في نفس المنزل ونسبة 10.8% كانت تتألف من شخص يعيش بمفرده يبلغ من العمر 65 عاماً أو أكثر. وبلغ متوسط حجم الأسرة المعيشية 2.94، أما متوسط حجم العائلات فبلغ 3.42.
بلغ العمر الوسطي للسكان 30.0 عاماً. وكانت نسبة 34.4% من القاطنين تحت سن الثامنة عشر، وكانت نسبة 10.5% بين الثامنة عشر والرابعة والعشرين عاماً، ونسبة 22% كانت واقعةً في الفئة العمرية ما بين الخامسة والعشرين والرابعة والأربعين عاماً، ونسبة 19.1% كانت ما بين الخامسة والأربعين والرابعة والستين، ونسبة 14.1% كانت ضمن فئة الخامسة والستين عاماً فما فوق. وتوزع التركيب الجنسي للسكان بنسبة 50.2% ذكور و49.8% إناث.

## أعلام
- سبنسر كوكس
- ليونارد بي. جوردن